# خليج كوتور
خليج كوتور أو خليج قُطُر (بالمونتنغرية:Бока которска) هو مسطح مائي يقع على البحر الأدرياتيكي جنوب الجبل الأسود، ويمتاز بطوله وضيقه، حيث يمتد إلى البر بحوالي 32 كيلومتر ، وعرض 3 كيلومترات فقط ، ويعتبر أبعد مضيق في الجزء الجنوبي من القارة الأوربية. وهو خليج متعرج من البحر الأدرياتيكي في جنوب غرب الجبل الأسود، ويصور أخدود مغطى بماء نهر، تنتشر على شواطئ خليج كوتور العديد من المنتجعات، والقرى السياحية الجميلة، وهي شواطئ ذات مناظر مبهرة. ويعد الخليج من أجمل خلجان أوروبا.
خليج كوتور مأهول بالسكان منذ العصور القديمة. ومدنه محفوظة من القرون الوسطى، ريزان، تيفات، وهرسك نوفي، جنبا إلى جنب مع محيطها الطبيعي، ويعد من مناطق الجذب السياحي الرئيسية. وكانت المنطقة الطبيعية والتاريخية كوتور من مواقع التراث العالمي منذ عام 1979. وحسب الانتماء العرقي، وفقا للجبل الأسود التعداد السكاني عام 2011 ، كان بوكا 41.89٪ الصرب، 34.68٪ الجبل الأسود و7.61٪.

## الجغرافيا

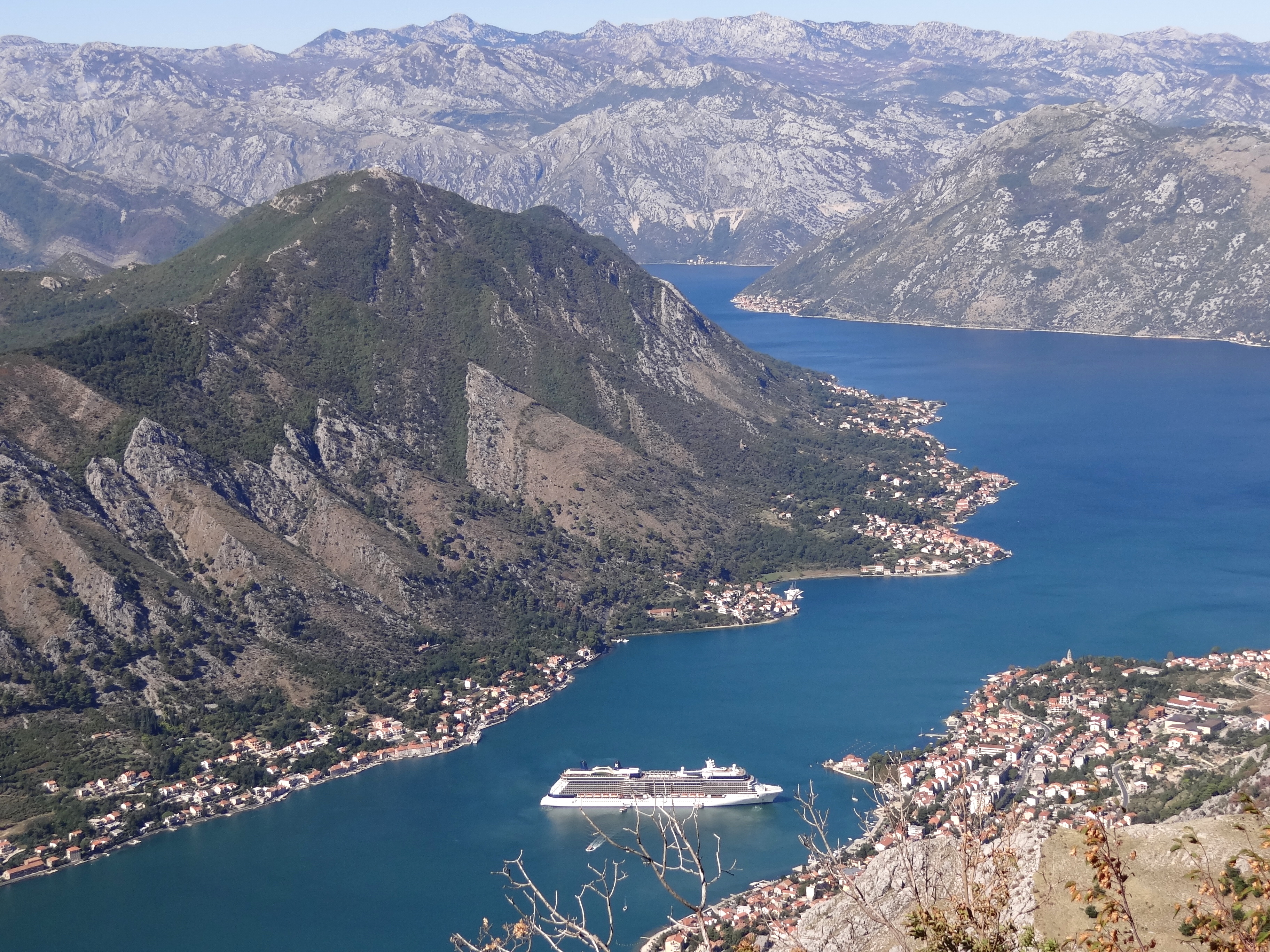
منظر لخليج كوتور

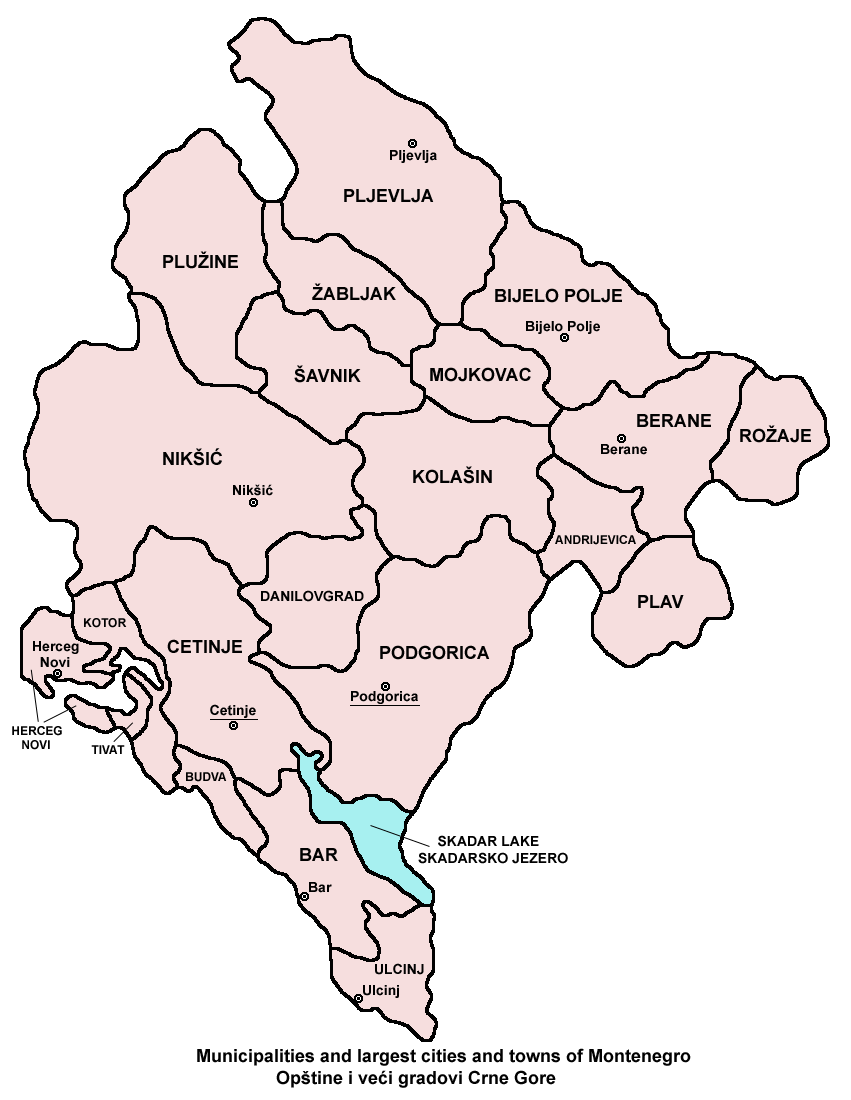
بلديات خليج كوتور (كوتور، هرسك نوفي وتيفات) داخل الجبل الأسود

طول الخليج حوالي 28 كم يمتد من البحر الأدرياتيكي إلى ميناء مدينة كوتور ـ بطول شاطىء 107.3 كم، ومحاط بسلسلة جبال الألب الدينارية: جبال أورجين إلى الغرب، وجبال لوفين إلى الشرق، وهي أضيق جزء من الخليج.
يتكون خليج كوتور من عدة خلجان واسعة وصغيرة، والتي توحدت بفعل قنوات أضيق، فهي تشكل واحدة من أرقى الموانئ الطبيعية في أوروبا. كان مدخل الخليج سابقا بنظام نهري. وأدت العمليات التكتونية المكثفة للغاية إلى تفكك هذا النهر. بعد هطول أمطار غزيرة مما يظهر الشلال الشهير سوبوت الربيع في ريزان.
الجزء الخارجي للخليج هو خليج تيفات (Teodo) وميناء بحري صغير، ويجري حاليا تحويلها إلى مارينا لليخوت فائقة الطراز، بورتو الجبل الأسود على الجانب باتجاه البحر، وهو خليج هرسك نوفي (كاستل)، الذي يحرس المدخل الرئيسي لخليج كوتور. الخلجان الداخلية هي خليج ريسان إلى الشمال الغربي وخليج كوتور إلى الجنوب الشرقي.
مضيق فيراجي يمثل أضيق أبواب الخليج ويقع بين كيب سانت وكيب أوباتوفو. ويفصل الخليج الداخلي من الشرق للمضيق إلى خليج تيفات. على جانب اليابسة، جدران طويلة تمتد من البلدة القديمة المحصنة كوتور للقلعة القديس يوحنا، تشكل السمة البارزة في المشهد. مرتفعات كرافوسكاي، وهي مجموعة من الهضاب الجرداء في جبل أورجين، تكتلت من قبل الحصون الصغيرة.
على شواطئ الخليج يقع دير هرسك نوفي الدير الأرثوذكسية للقديس سافا قرب (Savina) يقع وسط حدائق جميلة. تأسست في القرن 16 ويحتوي على العديد من عينات دقيقة من أعمال الفضة من القرن 17 ". على بعد 12.87 كم شرق هرسك نوفي ، هناك دير البينديكتين على جزيرة صغيرة قبالة بيراتسو. كان مكان اقامة بيراتس دولته المستقلة في القرن 14.

## المناخ

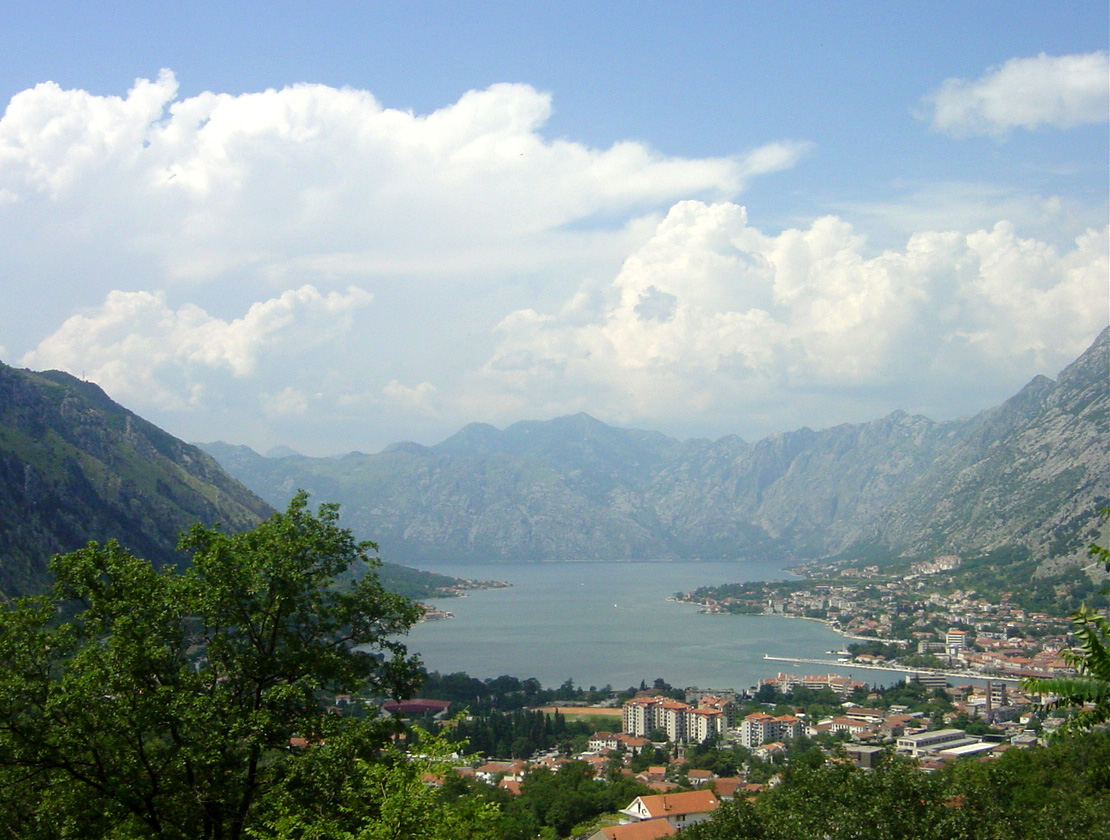
خليج كوتور

خليج كوتور داخل مملكة دالماتيا في النمسا-المجر

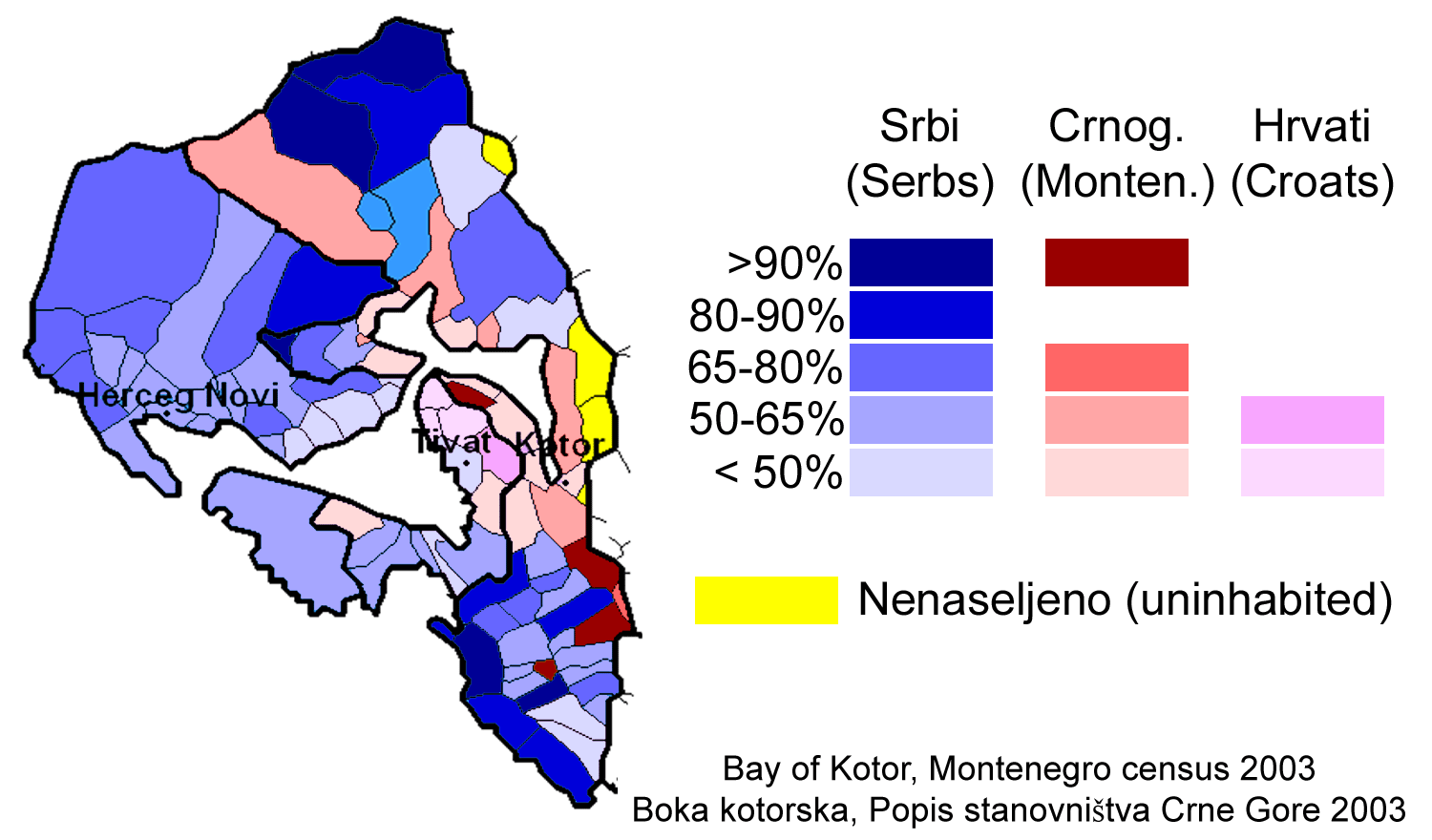
التركيبة العرقية لثلاث بلديات بوكا في 2003

خليج كوتور يقع داخل البحر الأبيض المتوسط وشمالا ترتفع الرطوبة فمنطقة المناخ شبه استوائية، ولكن تضاريسها غريبة والجبال العالية جعلتها واحدة من أكثر الأماكن في أوروبا رطوبة، ومثل مناطق أوروبا تسقط الأمطار عليها (على الرغم من أن بعض الأنهار الجليدية الآيسلندية هي رطوبة).
الجبال الساحلية تتلقي هطول الأمطار، مما يؤدي إلى الأنهار الجليدية الصغيرة. درجات الحرارة تصل إلى ° C (32 ° F). وكذلك العواصف الرعدية نوفمبر تصب أحيانا كميات كبيرة من المياه. على النقيض من ذلك، في أغسطس فالمنطقة هي في كثير من الأحيان جافة تماما، مما يؤدي إلى حرائق الغابات. مع تفريغ 200 متر مكعب / ثانية، واحدة من أكبر الينابيع الكارستية، ربيع سوبوت، يعد مؤشرا رائعا لهذا التفاوت الموسمي. وفي معظم الأحيان يكون غير نشط ولكن بعد هطول الأمطار الغزيرة يظهر شلال رائع يصل ارتفاعه إلى 20 متر فوق خليج كوتور.
يتراوح هطول الأمطار الشهرية والسنوية في خليج كوتور على النحو التالي:

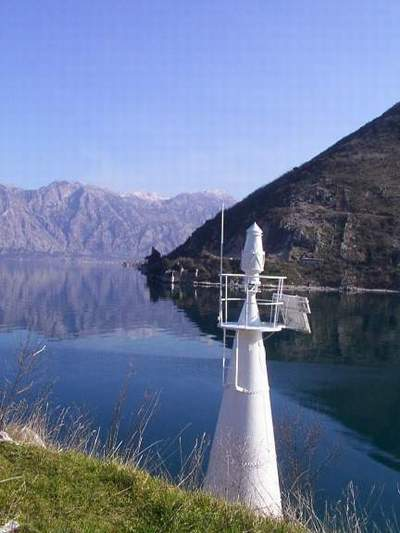
فيرج بوكا

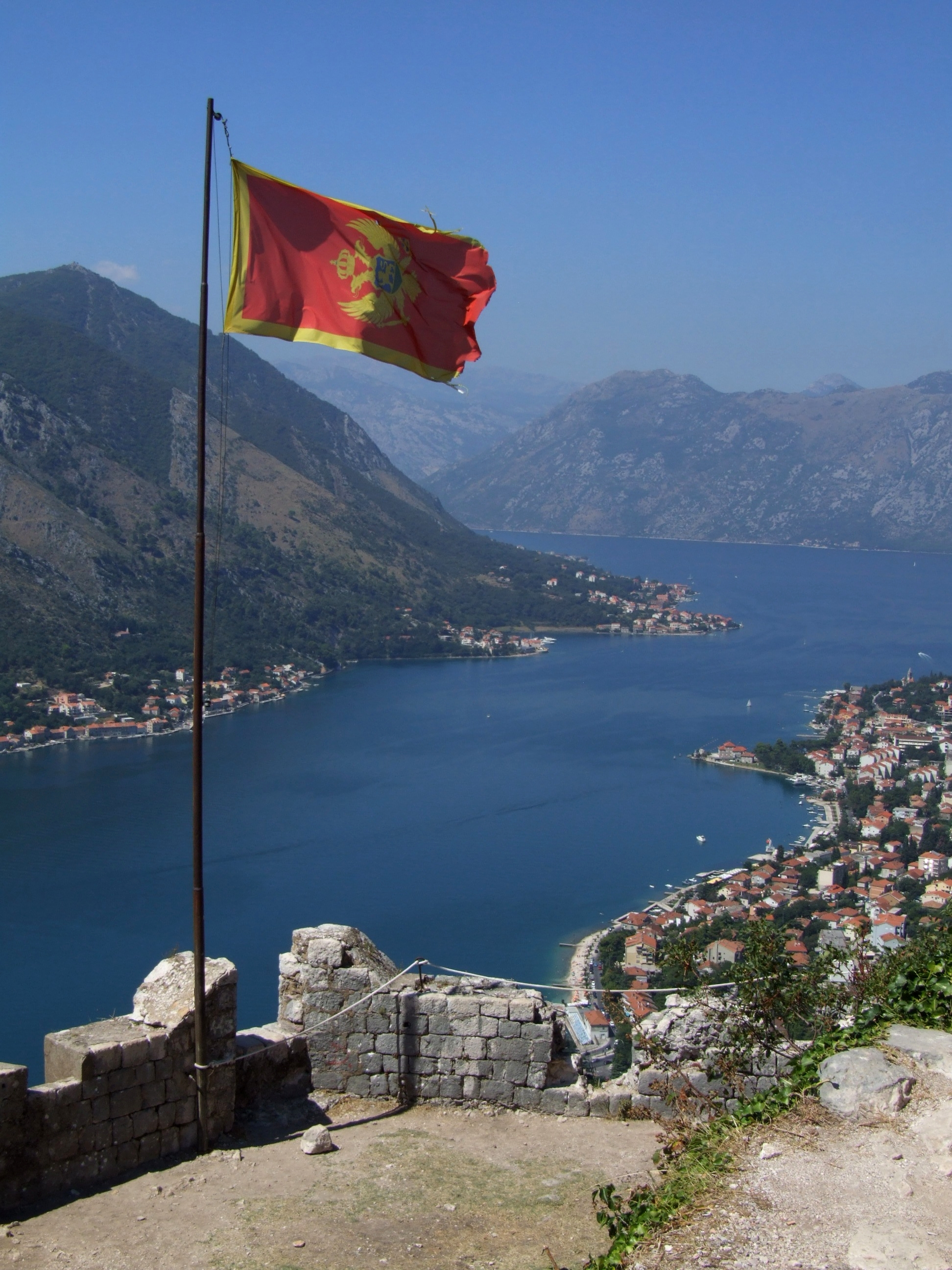
علم الجبل الأسود - كوتور

### الهيدرولوجيا

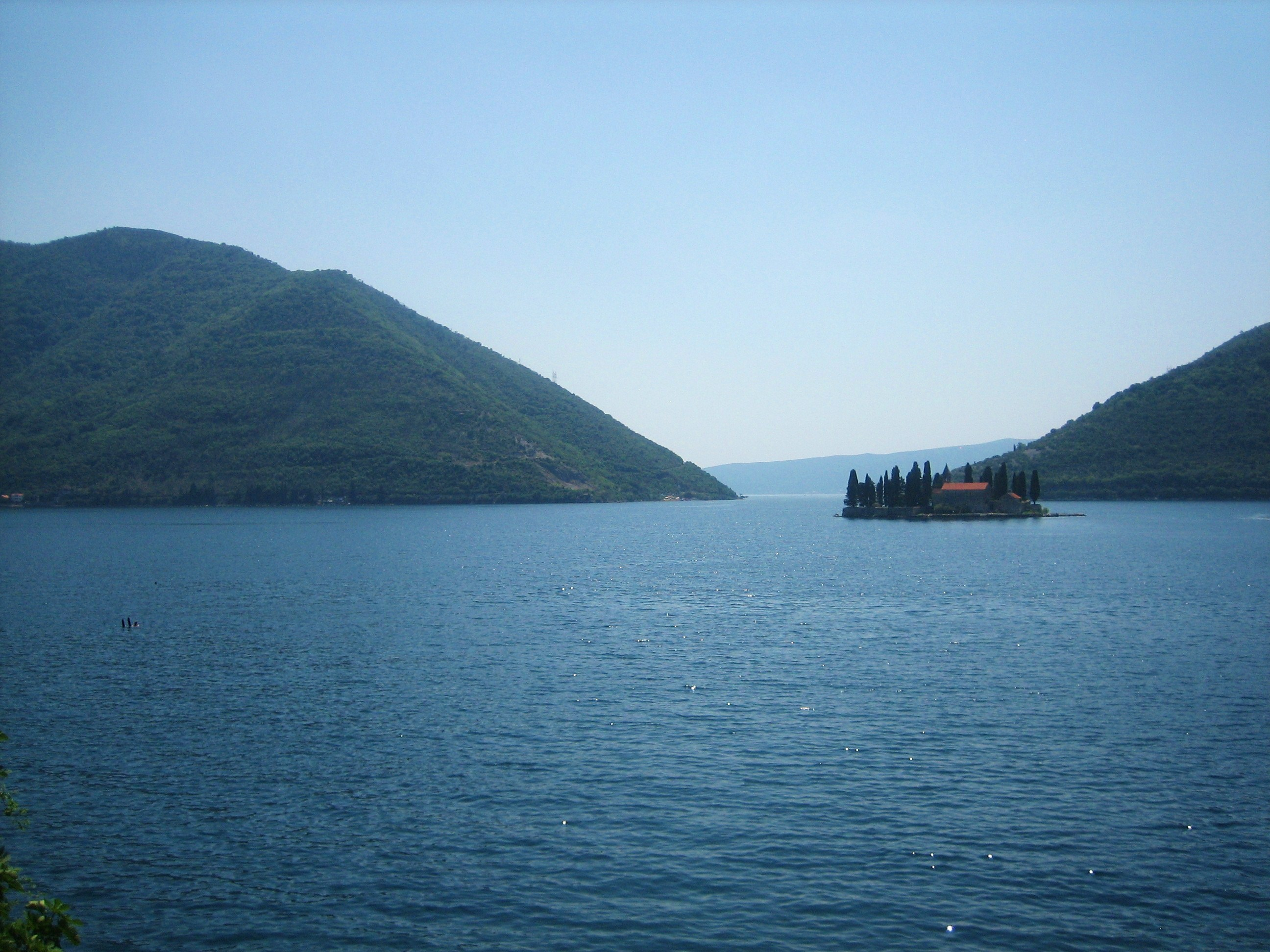
خليج كوتور في القديس جورجي

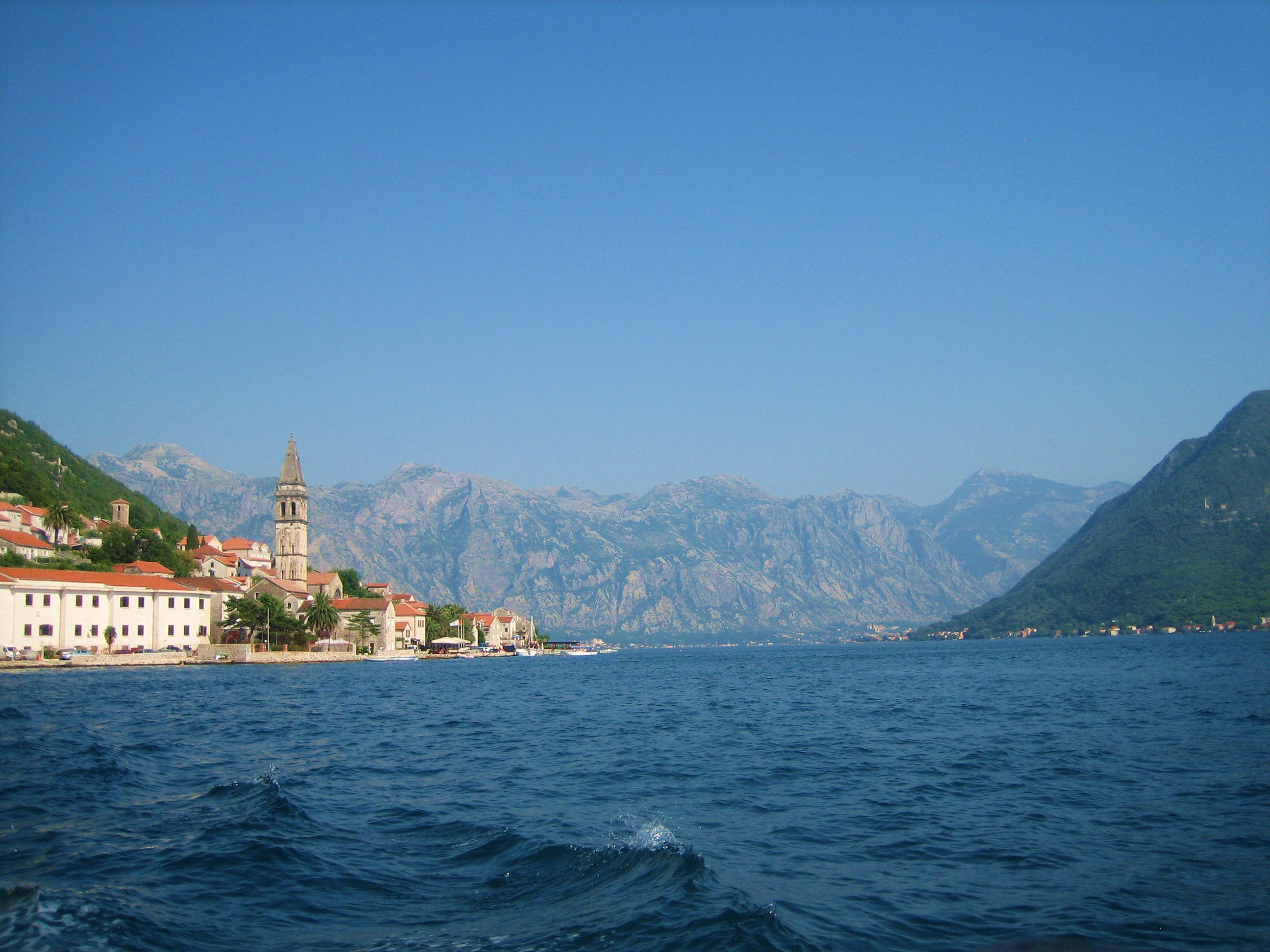
خليج كوتور

نظام الهيدرولوجي: الكارستية الهيدرولوجيا. 4000 مصادر كيلومتر مربع، سوبوت.
- المساحة المائية: 87 كيلومتر مربع
- أقصى عمق: 60 م
- متوسط عمق: 27.3 م
- المحتوى المائي: 2412، 306 كيلومتر مكعب (2.4 MRD متر مكعب)
- أعلى نقطة: أورجين (1894 م)
- أدنى نقطة: سطح البحر (0 م)
- الطول: 28,13 كم
- أوسع نقطة: 7 كم
- أضيق نقطة: || 0.3 كم

## الديموغرافيا

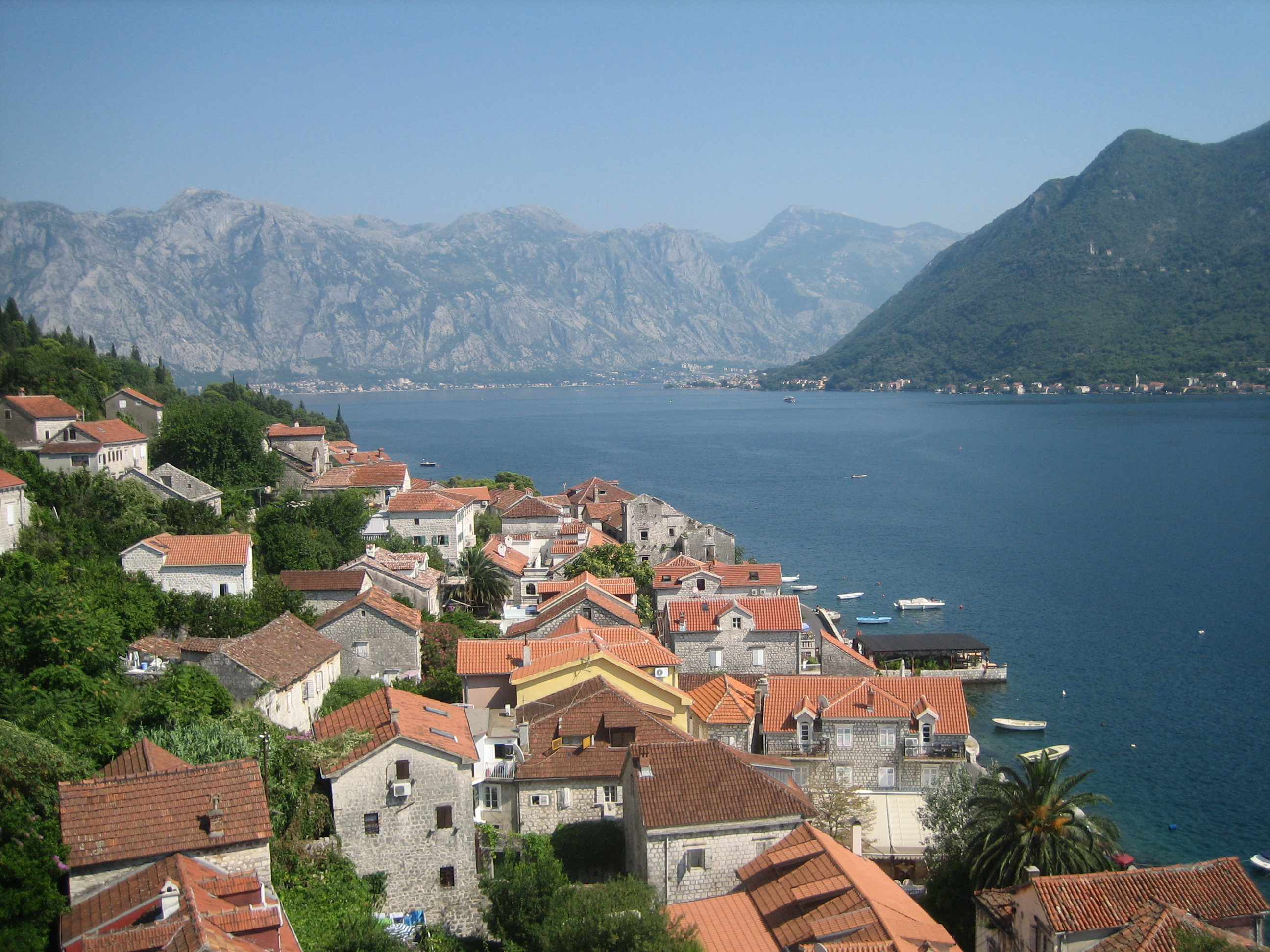
بيرست وخليج كوتور من كنيسة سانت نيكولاس

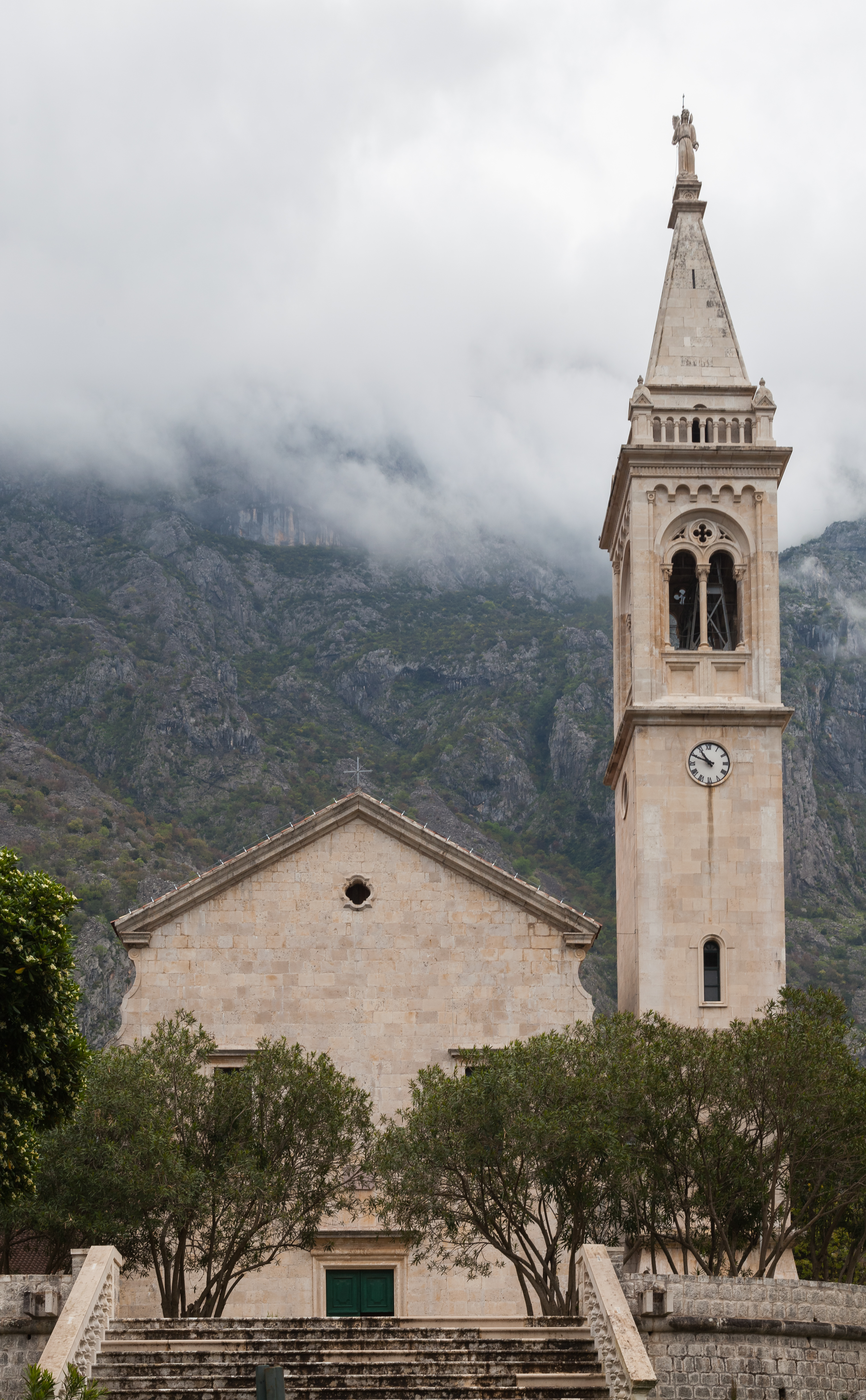
كنيسة دي سان ماتيو باهيا دي كوتور، الجبل الأسود

خليج كوتور مأهول بالسكان منذ العصور القديمة. ومدنه محفوظة من القرون الوسطى، ريزان، تيفات، وهرسك نوفي، جنبا إلى جنب مع محيطها الطبيعي، ويعد من مناطق الجذب السياحي الرئيسية. وكانت المنطقة الطبيعية والتاريخية كوتور من مواقع التراث العالمي منذ عام 1979. وحسب الانتماء العرقي، وفقا للجبل الأسود التعداد السكاني عام 2011 ، كان بوكا 41.89٪ الصرب، 34.68٪ الجبل الأسود و7.61٪.
السكان في خليج كوتور هم أساسا من أتباع الكنيسة الأرثوذكسية الصربية. مع أقلية من أتباع الكنيسة الرومانية الكاثوليكية. المقاطعات الأربعة بوكا كوتورسكا لديها عدد سكان 71443 نسمة، أي ما يوازي '76٪ من المسيحيين الأرثوذكس و 11٪ من المسيحيين الكاثوليك.

### التراث الديني
في خليج كوتور العديد من الكنائس والأديرة الأرثوذكسية والكاثوليكية - مما يجعل الخليج واحد من مواقع الحج الكبرى في المنطقة.

#### المباني الدينية
اليوم بوكا لديها نحو 100 كنيسة الكاثوليكية. وحوالي 200 كنسية الأرثوذكسية ، فضلا عن بعض الأديرة الأرثوذكسية. وكاتدرائية القديس Trifun في كوتور هي أقدم كاتدرائية في بوكا، والتي بنيت في عام 1166. وقد بنيت كنائس القديس جورج وسيدة Škrpjel (قرب Perast) على اثنين من الجزر في الخليج في النصف الأول من القرن 17.

## الثقافة
اليوم، معظم سكان المنطقة هم من المسيحيين الأرثوذكس، في حين أن الأقلية هي الكرواتية. حيث أن منطقة خليج كوتور تعتبر تحت حماية اليونسكو نظرا لتراثها الثقافي الغني جدا. أما منطقة بوكا لديها تقليد بحري طويل وتؤوي أسطولا بحريا قويا منذ العصور الوسطى. وصل أسطول ذروته من 300 سفينة في القرن 18، عندما كان بوكا منافسا لدوبروفنيك والبندقية.

## معرض الصور

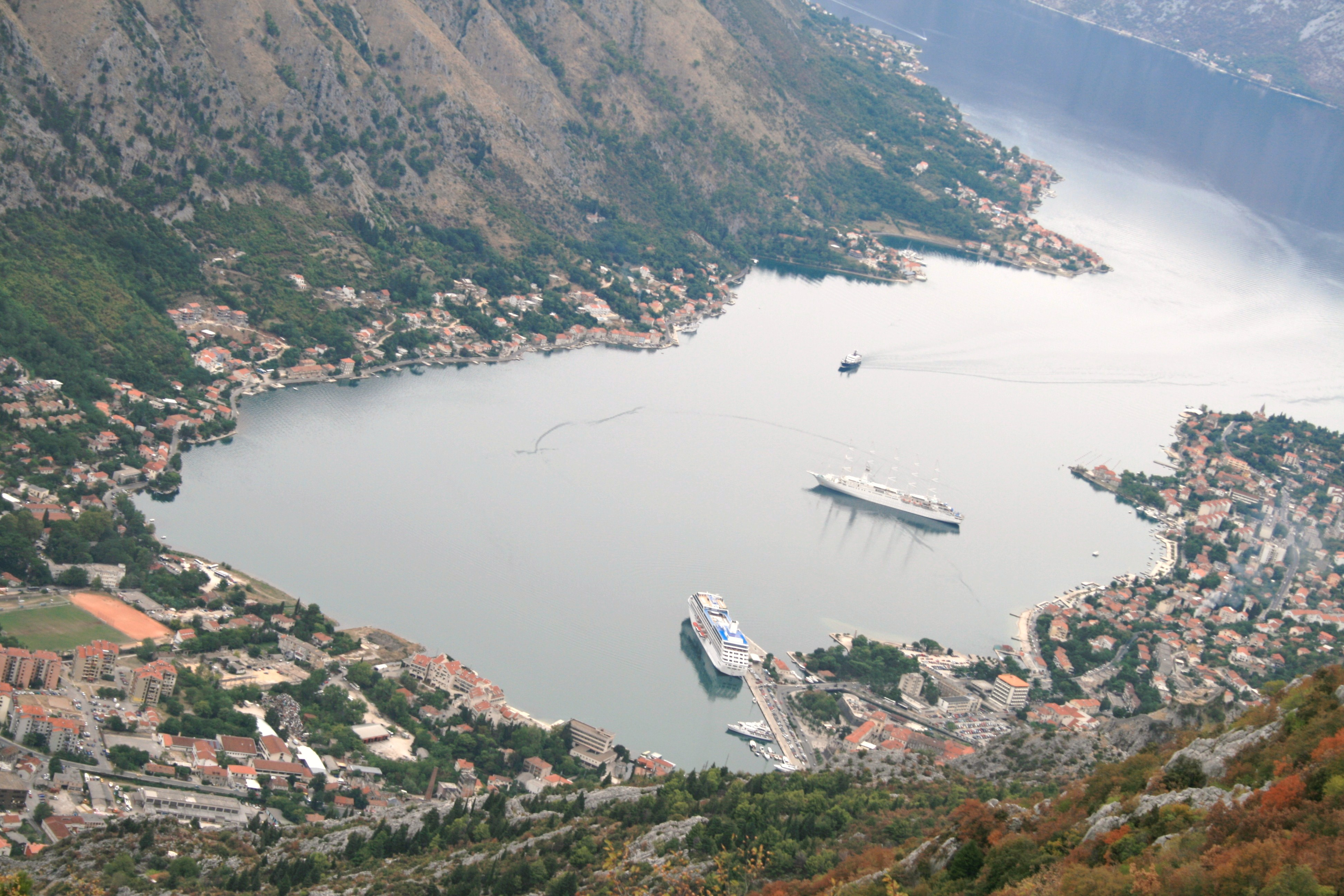
خليج كوتور والسفن في الموانئ
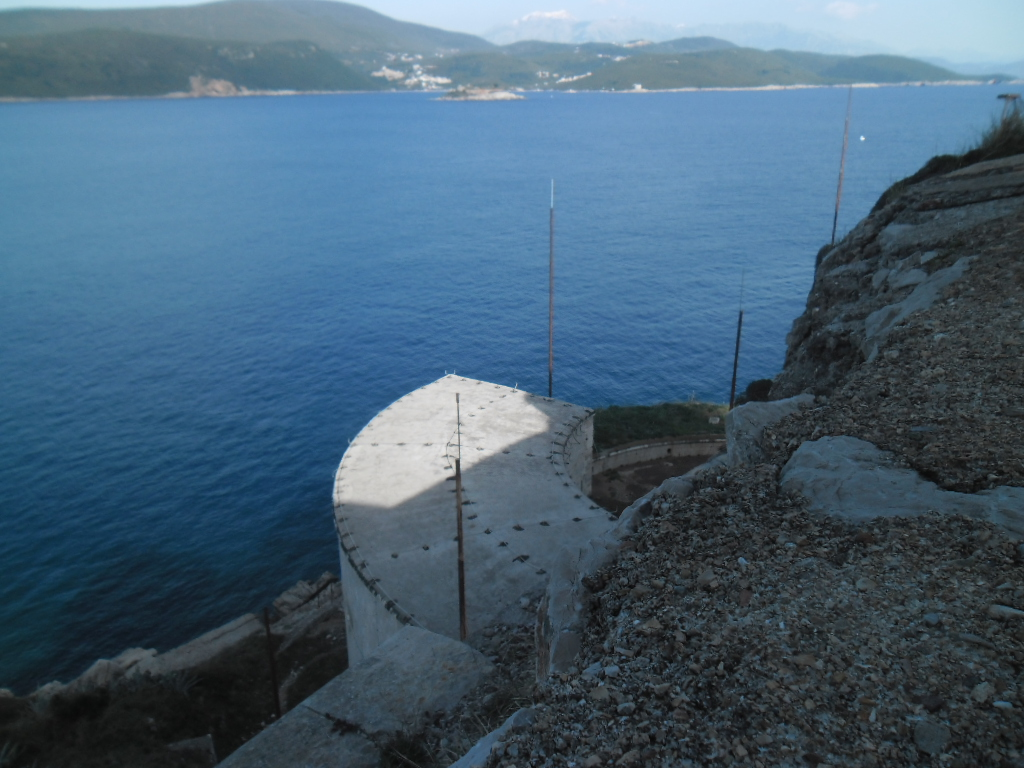
بوكا كوتورسكا (2015/3/29)
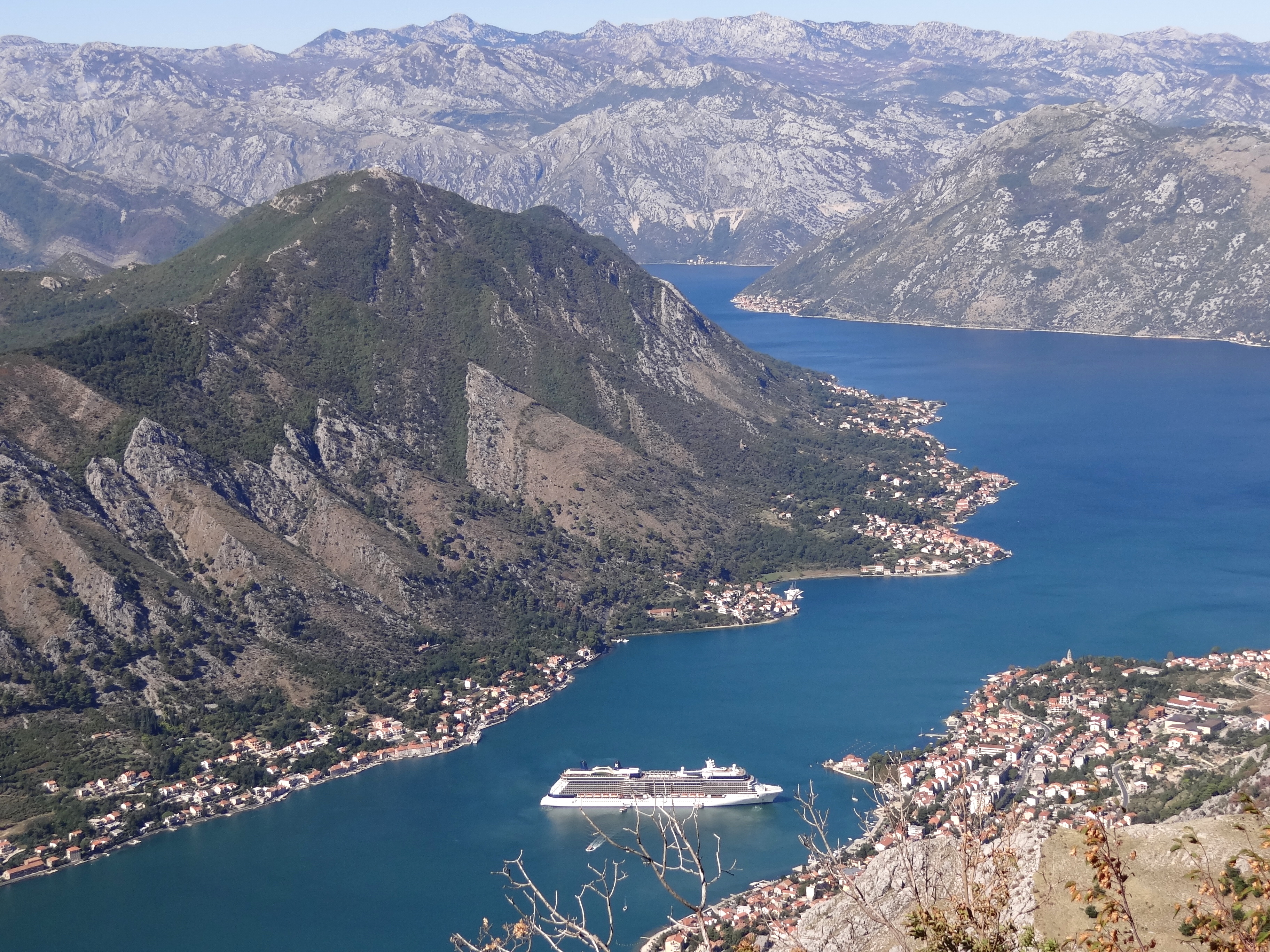
منظر لخليج كوتور، الجبل الأسود
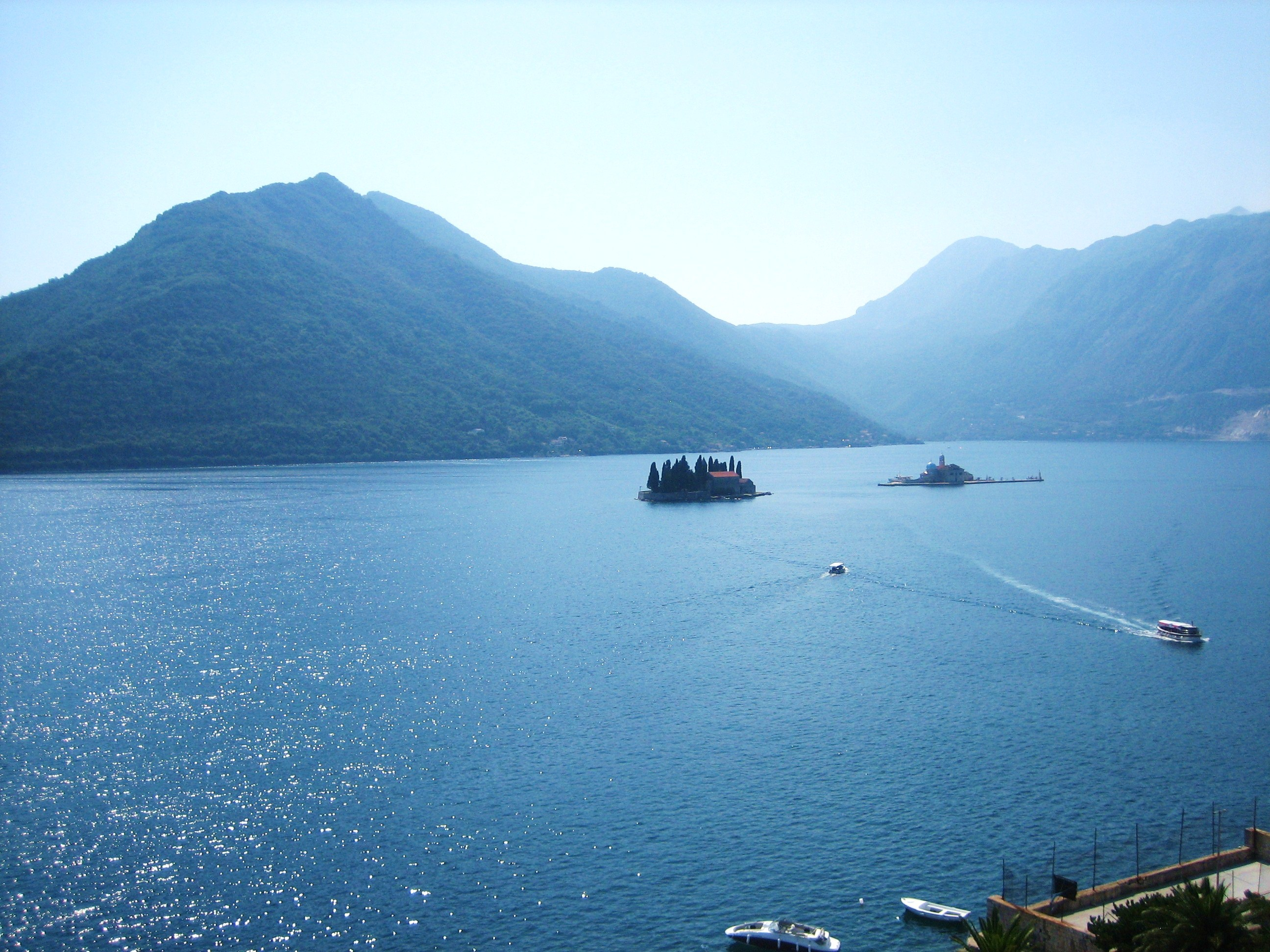
خليج كوتور من سانت نيكولاس من كنيسة بيريست
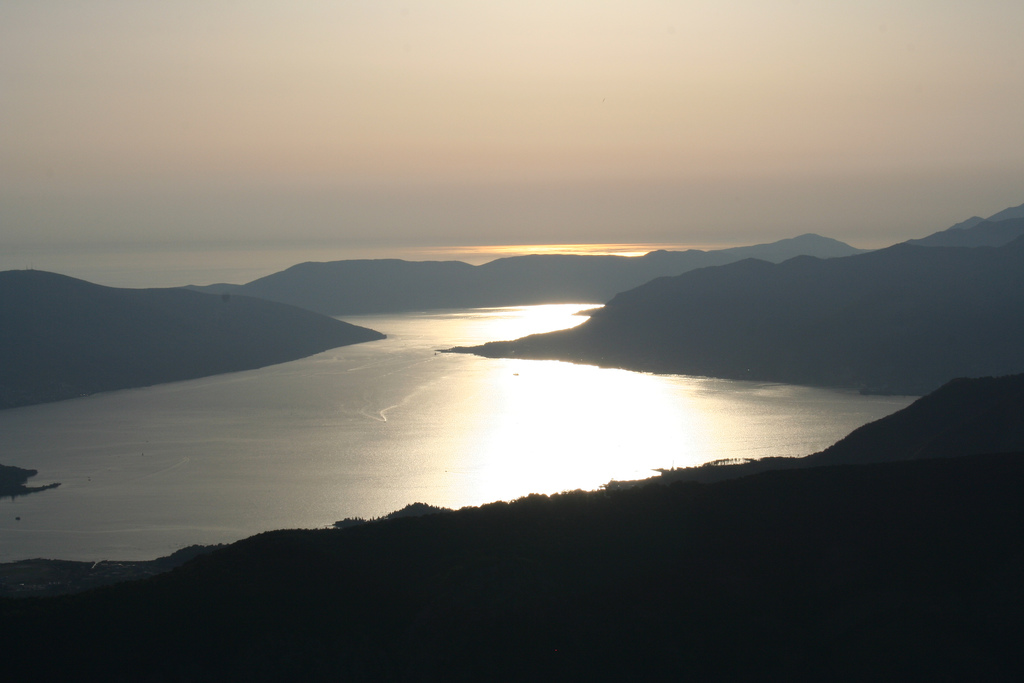
منظر الغروب لخليج كوتور
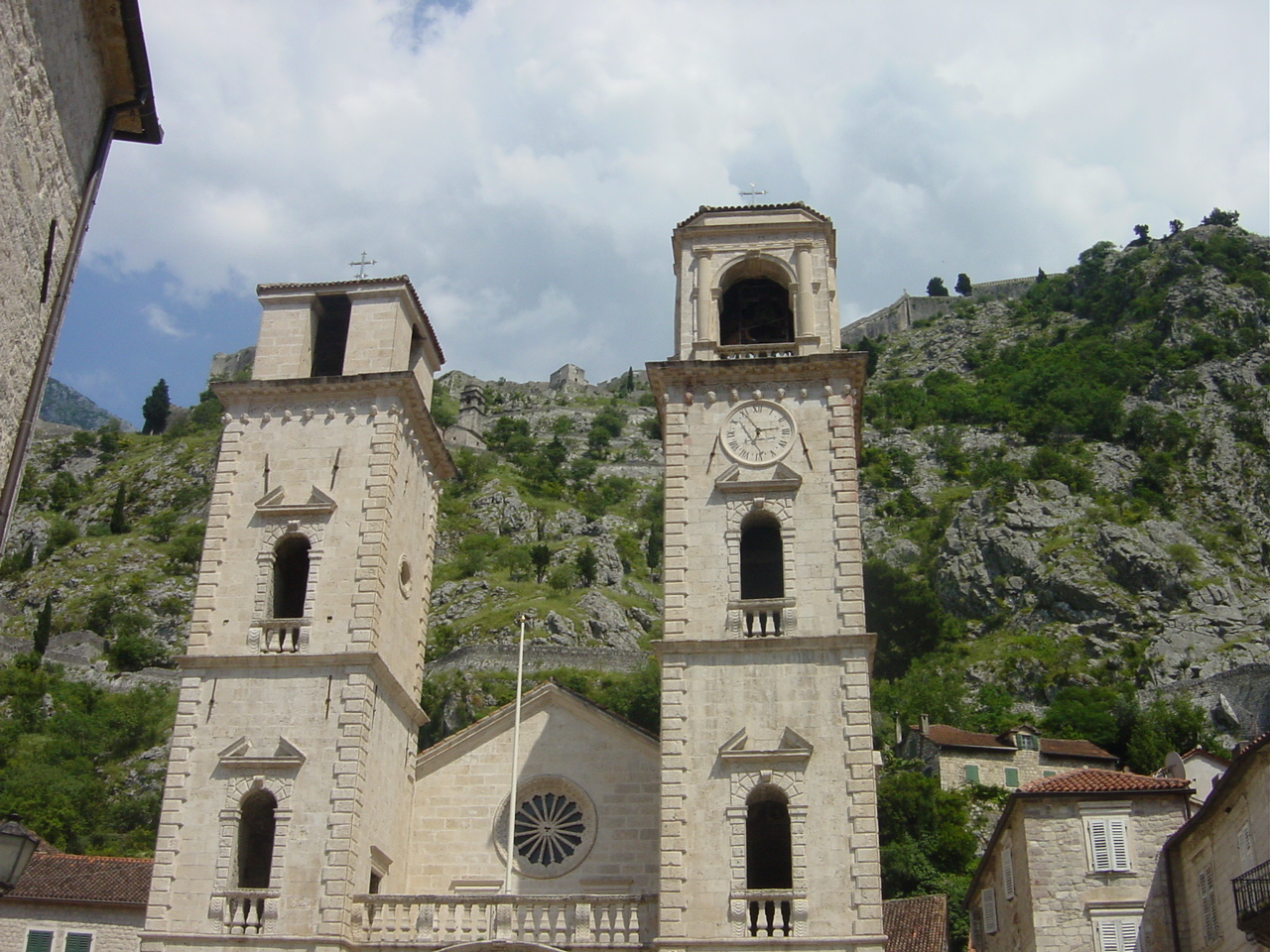
كاتدرائية القديس Tryphon في كوتور
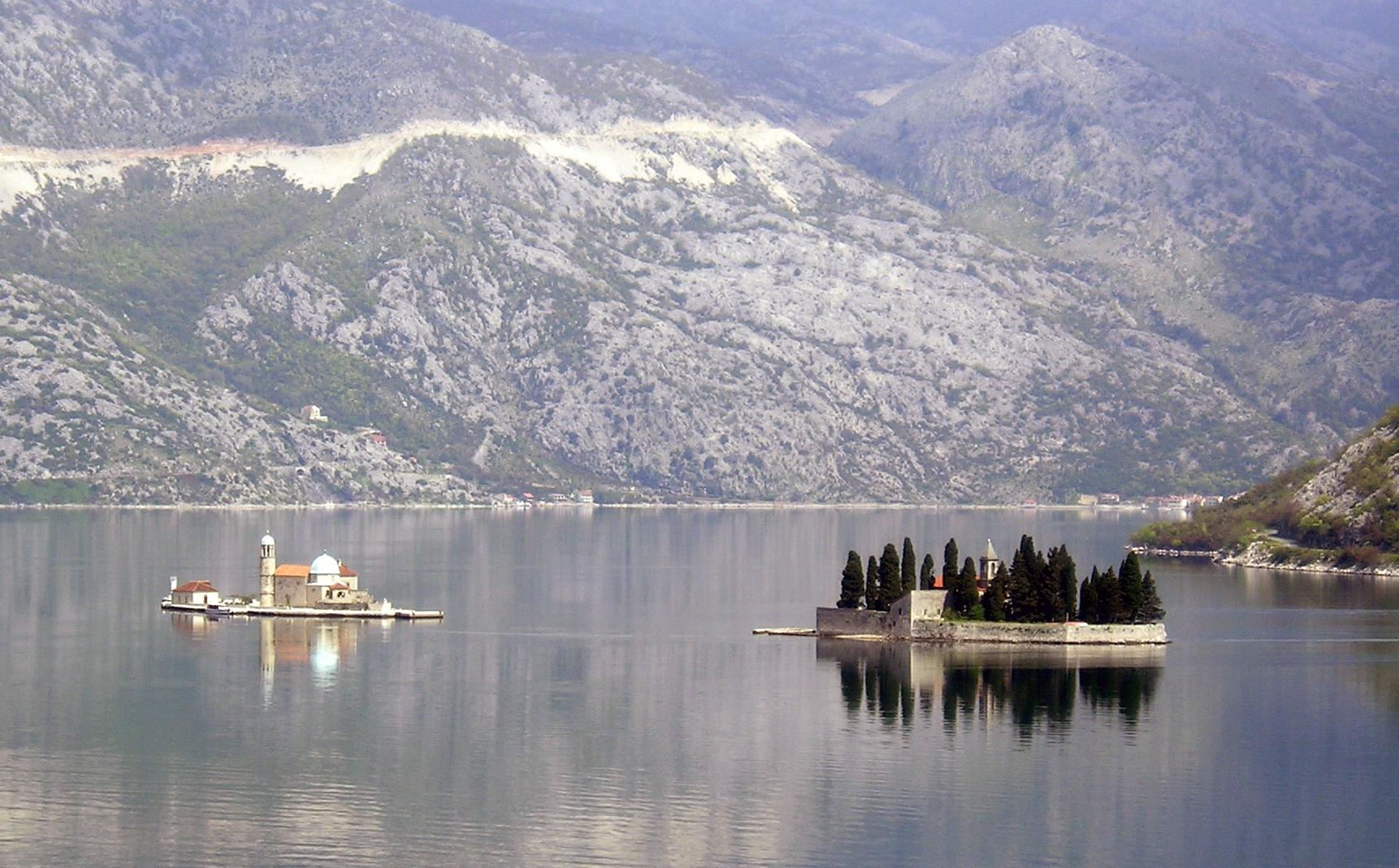
سان جورج ودينا، من الجزر الواقعة قبالة بيريست
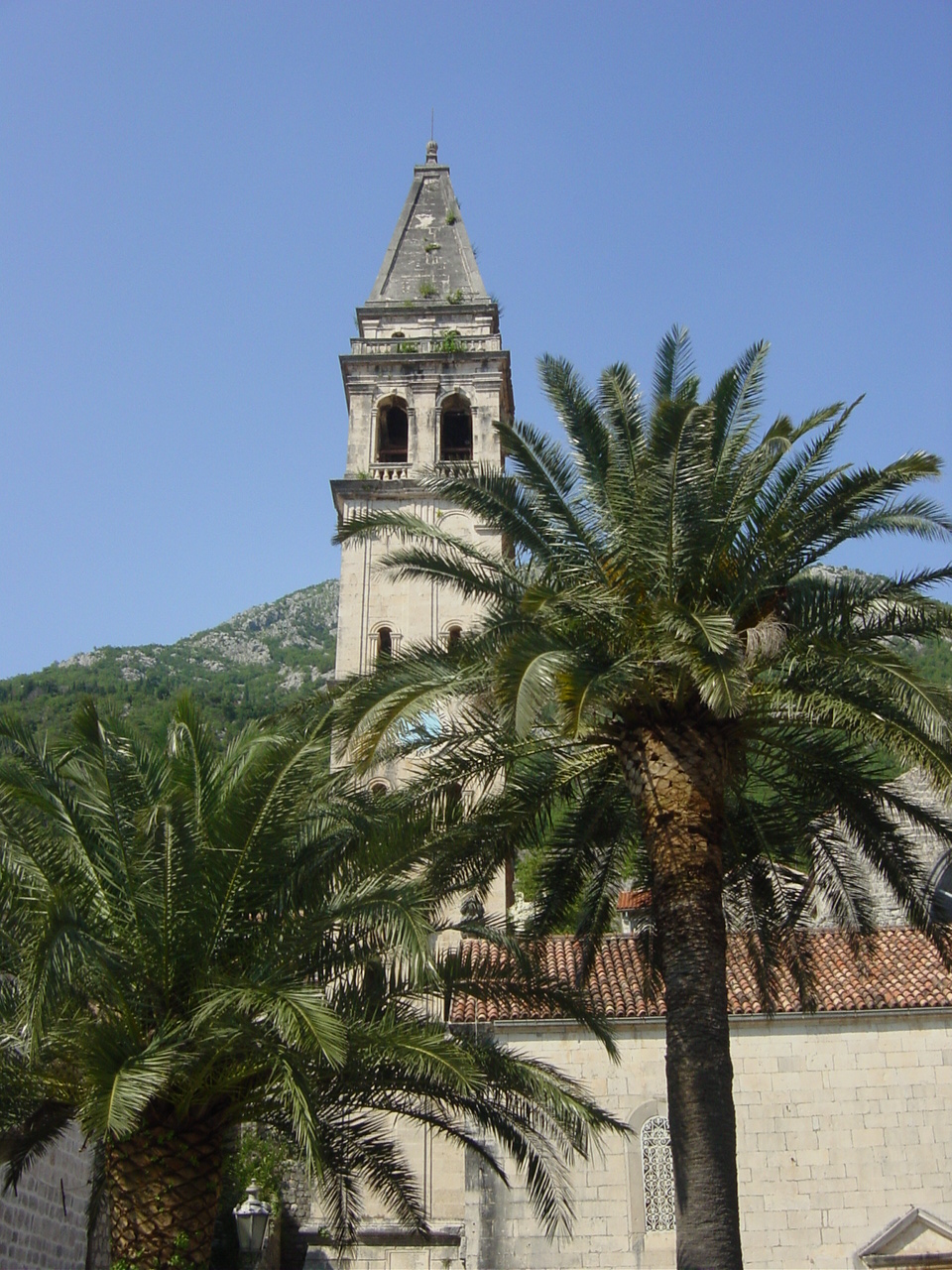
كنسية في بيريست
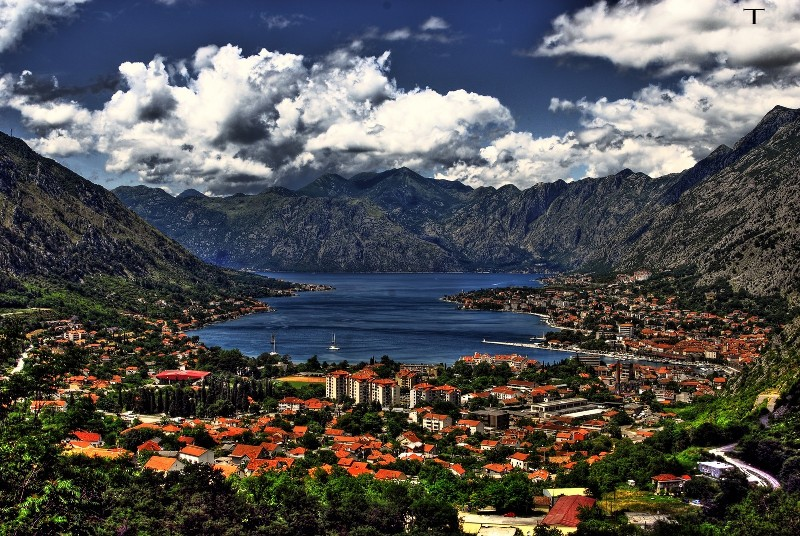
خليج كوتور من الطريق القديم لسيتينيي
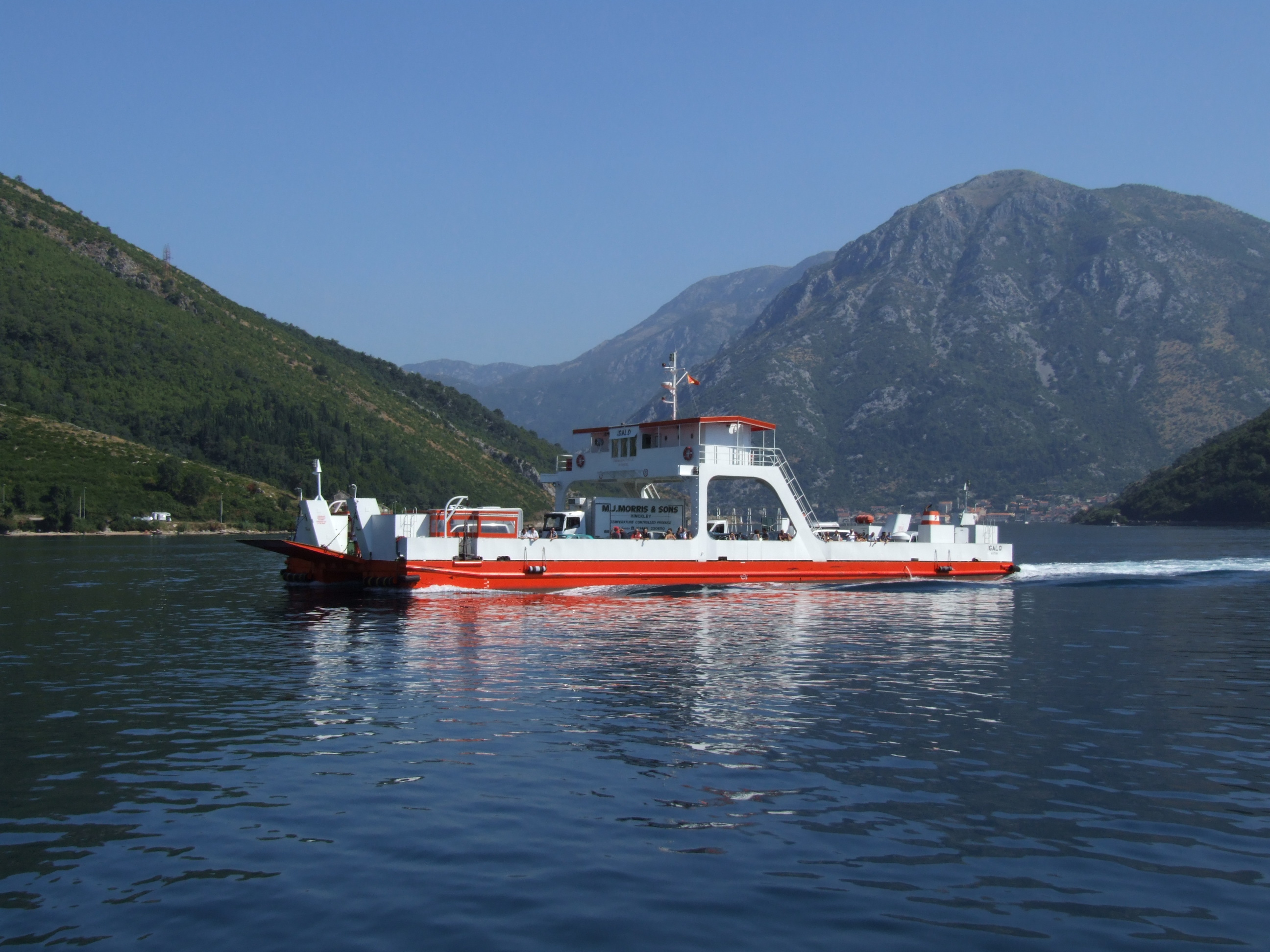
العبارة إلى قرية كاميناري
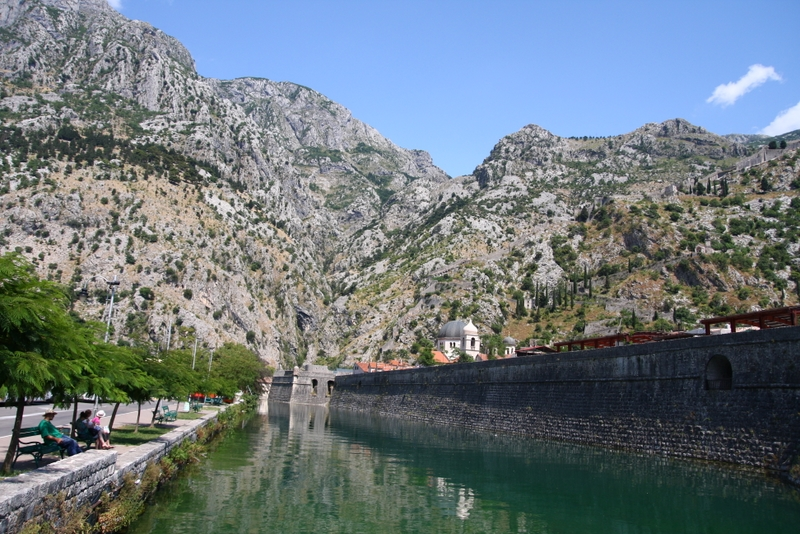
التحصينات القديمة في كوتور
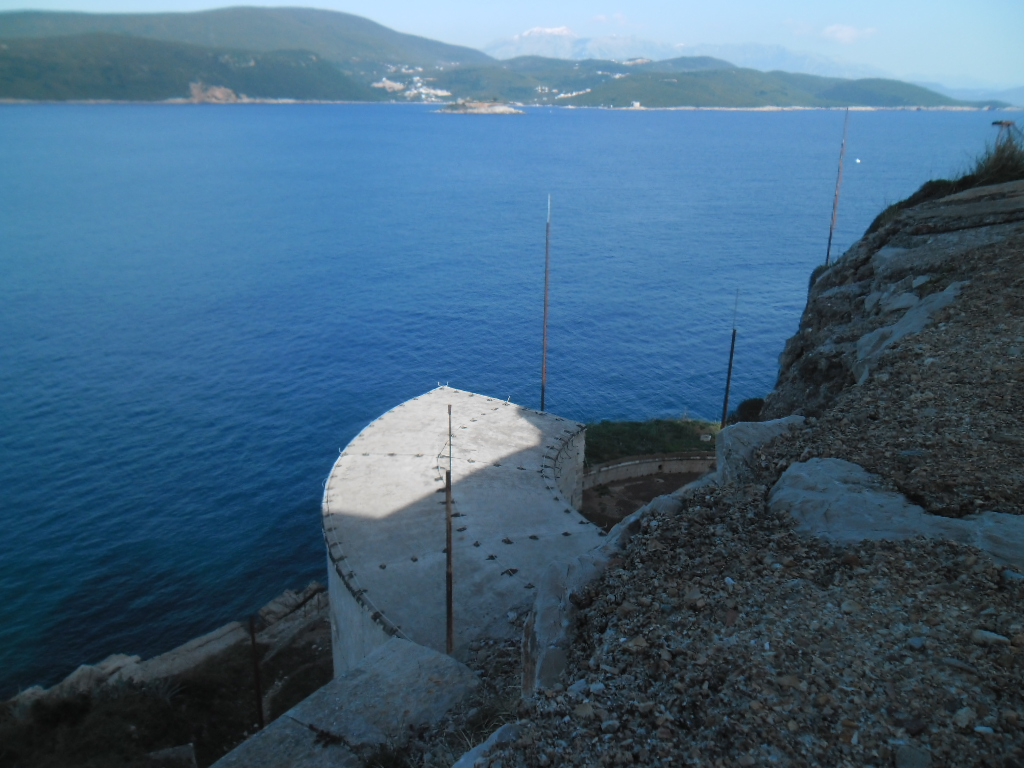
بوكا كوتورسكا 2015
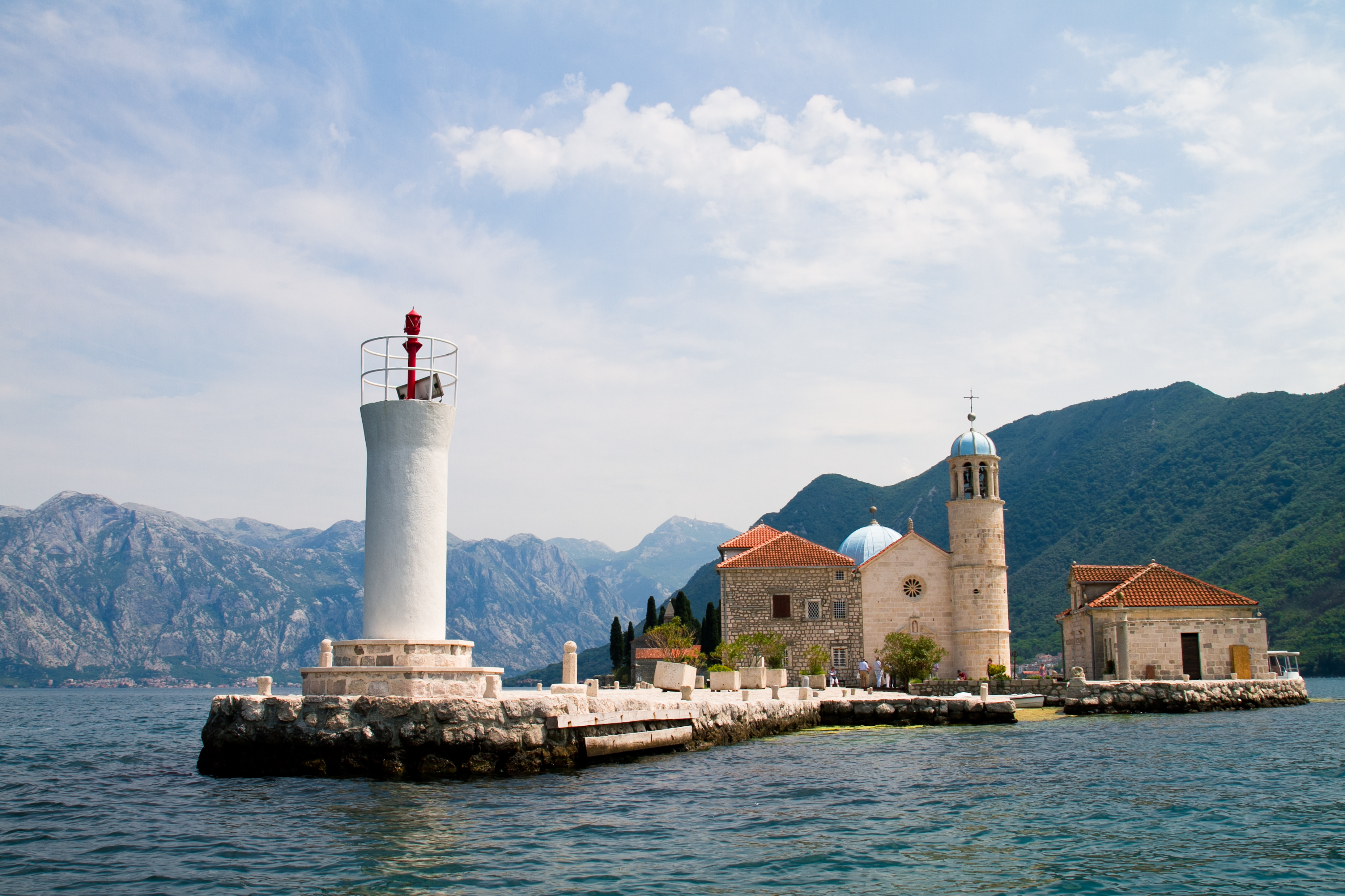
R.K.C. Gospa
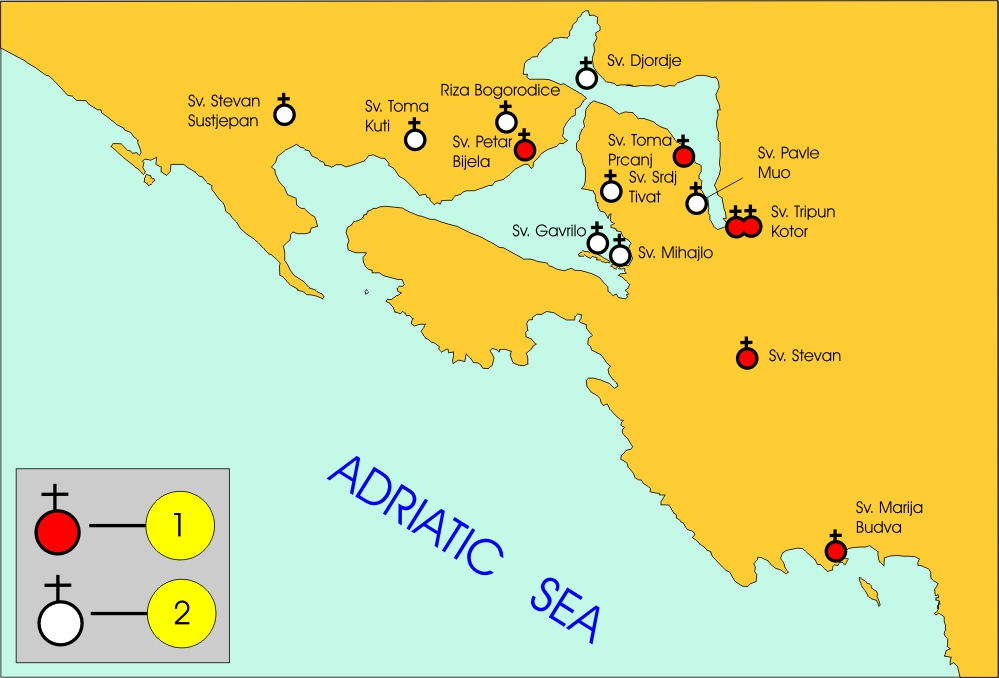
الكنائس في كوتور
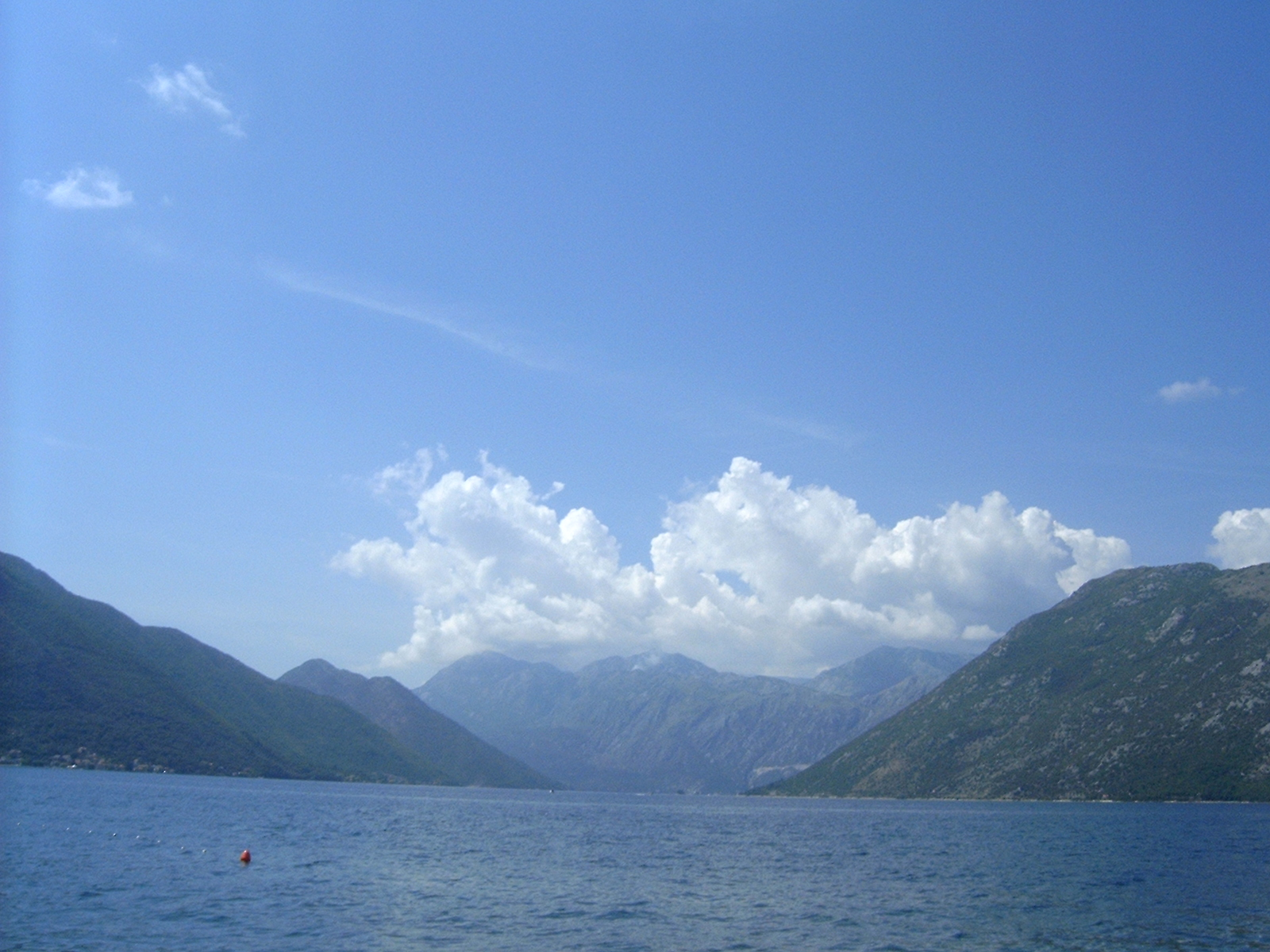
منظر من شاطئ كورتو
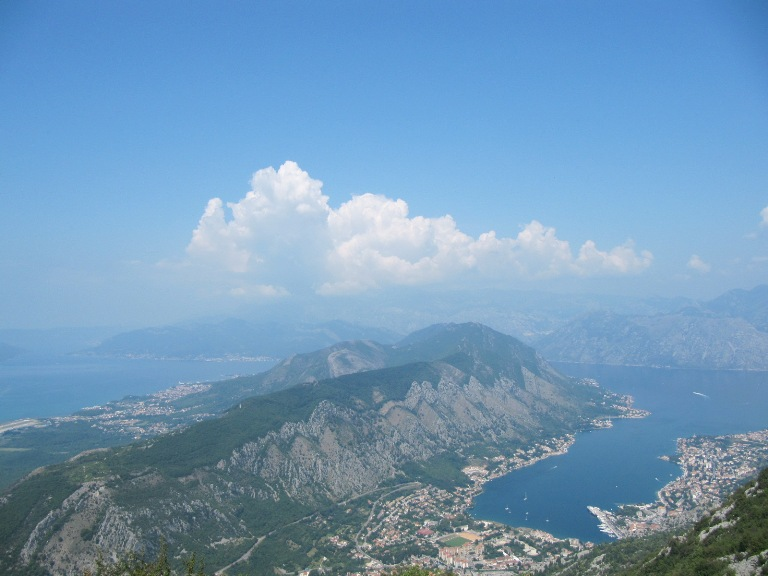
خليج كوتور